# Wikipédia en suédois
Wikipédia en suédois  (en suédois : Svenskspråkiga Wikipedia) est l’édition de Wikipédia en suédois, langue scandinave orientale parlée en Suède et en Finlande. L'édition est lancée le 21 mai 2001. Son code est : sv.
Au 26 juillet 2025, l'édition en suédois contient 2 613 905 articles et compte 958 049 contributeurs, dont 1 758 contributeurs actifs et 66 administrateurs. En nombre d'articles, c'est la 5e édition de Wikipédia.
Comme la langue suédoise est très proche du danois et du norvégien (bokmål), les administrateurs du site collaborent avec leurs homologues des autres versions de Wikipédia scandinaves sur le projet Skanwiki de Wikimédia. Elle a massivement recours à des robots, dont Lsjbot, pour créer des articles à la chaîne à partir de bases de données.

## Histoire et statistiques

### Origines

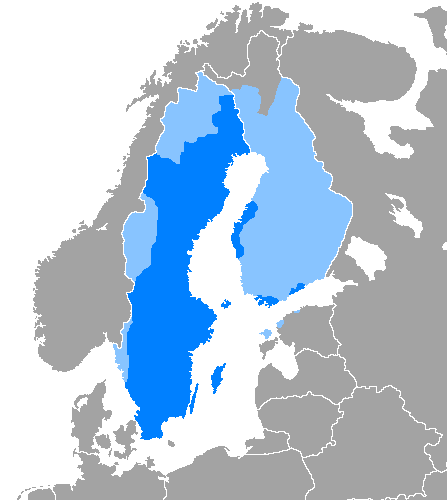
Aire de diffusion du suédois.

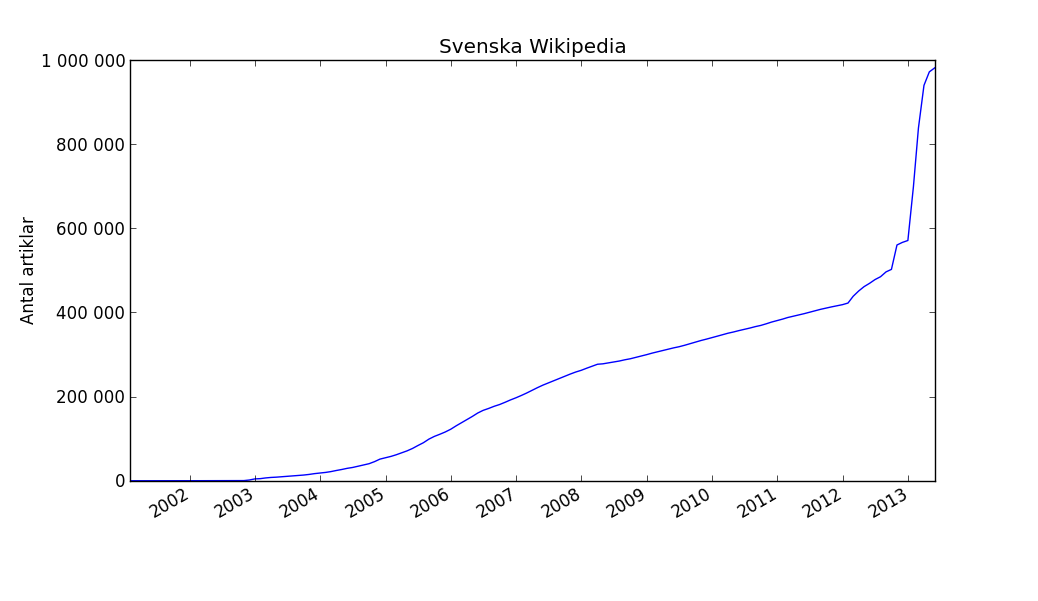
Croissance du nombre d'articles de 2001 à 2013.

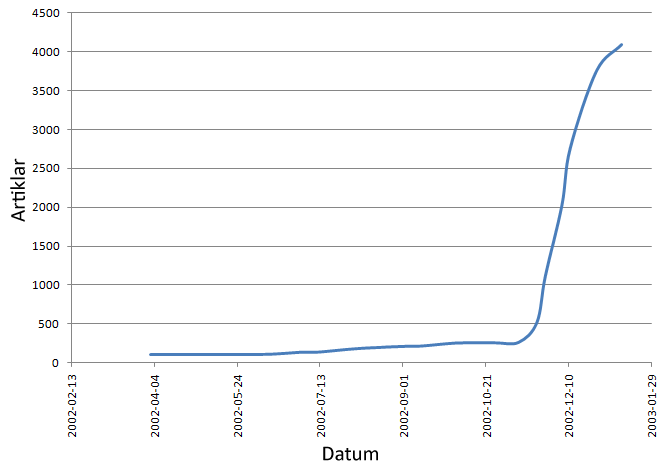
Forte croissance du nombre d'articles en novembre et décembre 2002.

L'idée d'une version suédoise de l'encyclopédie libre émerge trois mois après la création de Wikipédia en janvier 2001, par une prise de contact, par courriel, entre le fondateur de Wikipédia Jimmy Wales et le développeur informatique suédois Linus Tolke. À cette époque, seules trois versions linguistiques ont vu le jour, l'originelle en anglais, une version en catalan et une version en allemand. C'est autour du 25 avril 2001 qu'est décidée la création d'une Wikipédia en langue suédoise.
Le site est officiellement lancé le 3 mai 2001, devenant la cinquième version linguistique de Wikipédia. Du fait de la suppression fréquente d'articles lors de la première année du lancement de l'encyclopédie, il est difficile de déterminer quel a été son premier article. L'article considéré comme le plus ancien est Götaland, créé le 23 mai. Le rythme de création d'articles a été très lent les premiers mois de son existence, puisqu'il a fallu plus de trois mois pour que la Wikipédia en suédois atteigne la barre symbolique des 100 articles, la plupart étant à l'état d'ébauche.

### Croissance
Ce n'est pas avant novembre 2002 que la Wikipédia en suédois connait une véritable croissance ; Son nombre de contributeurs actifs passe de 6 à 21, et le nombre d'articles, de moins de 400 en octobre 2002, monte à 1700 en moins d'un mois. Le mois suivant, 37 utilisateurs actifs avaient créé un total de 4400 articles.
Cette forte croissance de la fin de l'année 2002 a plusieurs explications. La Wikipédia en suédois a été lancée alors qu'un site similaire, Susning.nu, fort d'une communauté très active, existait en Suède depuis 2001. De nombreux contributeurs de Susning.nu sont venus grossir les rangs de la Wikipédia en suédois à la suite de différends importants, sur Susning, relatifs à l'introduction de bandeaux publicitaires sur la plateforme encyclopédique.

### Années 2010

Logo de Wikipédia en suédois lorsque le nombre d'articles atteint 3000000 (avril 2016).

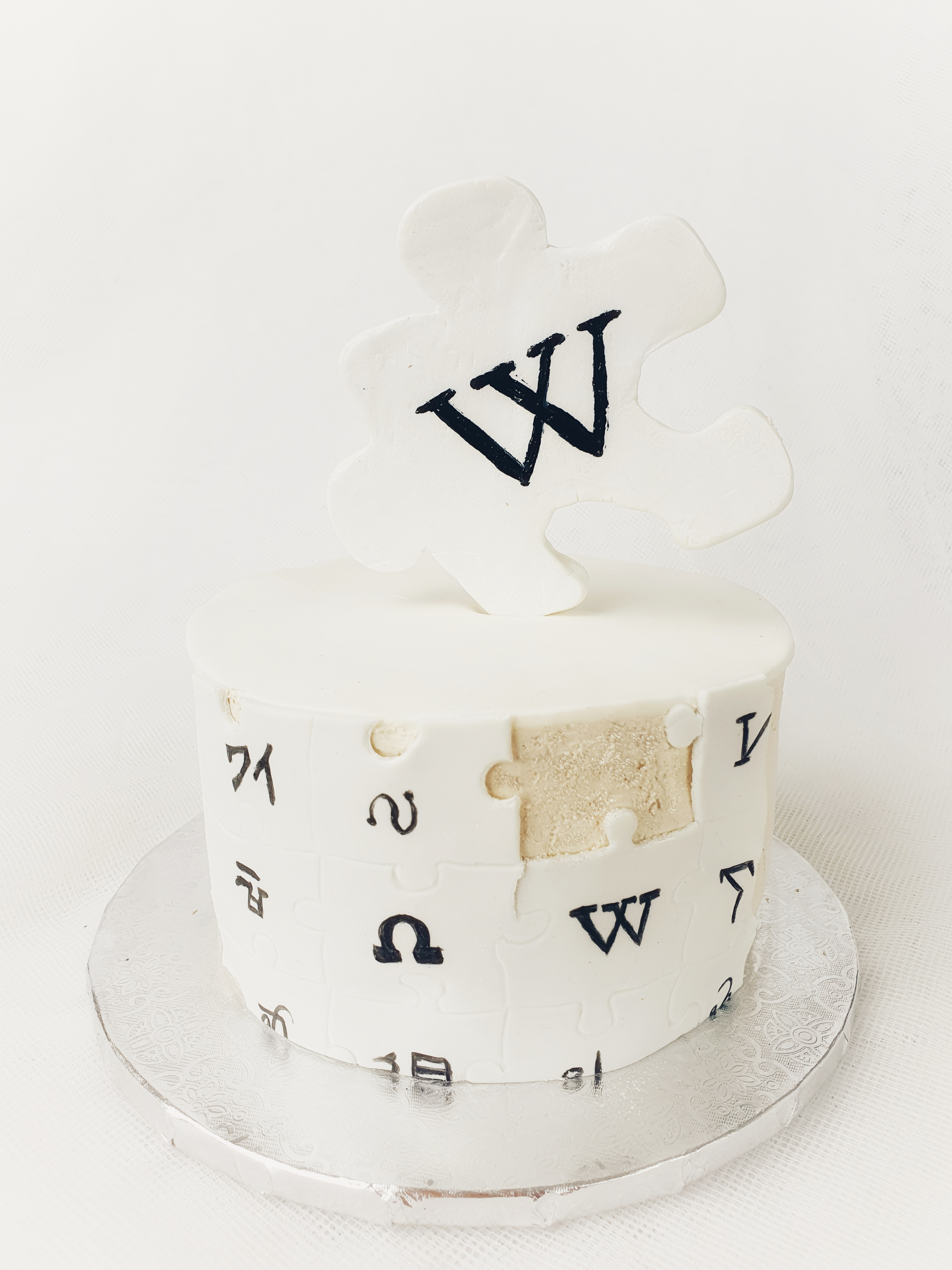
Gâteau des 20 ans de Wikipédia en suédois. Il est issu des conceptions du véganisme, avec du sponge cake à la vanille, de la crème au citron, un curd (sorte de yaourt indien) à la mangue. Mai 2021.

Le 27 septembre 2012 la Wikipédia en suédois atteint 500 000 articles. Le 15 juin 2013 elle a atteint le million d'articles, ce qui fait que le nombre d'articles a plus que doublé pendant 2012 et 2013. La raison de cet accroissement considérable est un projet communautaire qui vise à rédiger des articles uniques sur toutes les espèces d'organismes avec l'aide de bots informatiques. Au total, cela représente plus d'un million d'articles réalisés dans ce projet seulement, des articles le plus souvent assez brefs mais recherchés à travers des sources scientifiques en ligne.
Les deux millions d'articles sont atteints le 5 septembre 2015. Le 27 avril 2016, le trois-millionième article est créé par Lsjbot.
Entre 2015 et 2016, Lsjbot écrit plus d'un million d'articles géographiques, portant le nombre d'articles à près de 3,8 millions en novembre 2016, date à laquelle il s'arrête. Alors que cette pratique permet à Wikipédia en suédois de devenir le deuxième plus grand au monde, la qualité en pâtit, et souffre d'un manque d'approvisionnement, d'articles écrits mains, de doublons et d'informations obsolètes. Face à ces problèmes, le vent se retourne contre les robots et les suppressions d'articles commencent à dépasser les nouvelles créations. Wikipédia en suédois atteint en avril 2017 plus de 3 785 000 d'articles. La proportion d'articles créés par des robots atteint un pic de 83 % en mai 2017, et diminue depuis pour atteindre 81 % en janvier 2019, et 68,5 % en octobre 2022.

### Années 2020
D'un maximum de 3,8 millions d'articles en 2016, la Wikipédia en suédois atteint un niveau inférieur à 3,3 millions d'articles en mars 2021. En décembre 2021, le nombre était tombé en dessous de 2,8 millions d'articles. La baisse se poursuit dans les mois qui suivent, avec un peu plus de 2 650 000 articles en date du 10 février 2022. Le 8 mars 2022, elle contient 2 605 000 articles. Le 9 août 2024, elle contient 2 591 974 articles et compte 918 826 contributeurs, dont 1 799 contributeurs actifs et 66 administrateurs.
Depuis les derniers mois de 2024, le nombre d'articles de la Wikipédia en suédois repart à la hausse. Le 26 juillet 2025, le compte se monte ainsi à 2 613 905 articles.

## Fonctionnement

### Administrateurs
Depuis mars 2006, le statut d'administrateur sur Wikipédia en suédois est seulement temporaire. Les administrateurs sont réélus une fois par an. Le motif de cette décision est l'absence de comité d'arbitrage (et l'échec de la création d'un tel comité), ainsi que l'augmentation du nombre d'administrateurs peu actifs ou ayant abandonné le projet[réf. nécessaire].